# Lindenschmidtstrophe
Die Lindenschmidtstrophe, auch Lindenschmidstrophe, ist eine in der deutschen Dichtung des 16. Jahrhunderts häufig verwendete, danach aber nur noch selten benutzte Strophenform. Sie ist fünfzeilig und besteht aus einem Reimpaar aus jambischen Versen mit vier Hebungen und männlicher Kadenz, an das sich zwei miteinander reimende, dreihebige jambische Verse anschließen. Zwischen diese schiebt sich ein weiterer vierhebiger jambischer Vers mit männlicher Kadenz, der entweder den Reim des einleitenden Verspaares wieder aufnimmt oder als Waise reimlos bleibt. Das Strophenschema lautet in der metrischer Formelnotation [4ma 4ma 3wb 4ma 3wb] oder [4ma 4ma 3wb 4mx 3wb].

## Name
Als der Räuber Lindenschmidt 1490 hingerichtet worden war, entstand kurze Zeit später ein Lied über ihn, das weite Verbreitung fand und ihn so zum Namensgeber der dafür verwendeten Strophe machte. Diese war allerdings schon lange zuvor regelmäßig verwendet worden, unter anderem für ein Lied über die Seeräuber Klaus Störtebeker und Gödeke Michels. Die erste Strophe des Lindenschmidt-Lieds:
Es ist nicht lange, dass es geschah,

dass man den Lindenschmidt reiten sah,

auf einem hohen Rosse.

Er reit den Rheinstrom auf und ab;

er hat ihn gar wohl genossen.

## Weltliche Dichtung
Die Lindenschmidtstrophe wurde im 15. und 16. Jahrhundert viel genutzt, um von bemerkenswerten geschichtlichen Ereignissen zu berichten: den Tod bekannter und wichtiger Menschen, Schlachten, Eroberungen, Brände. Darüber hinaus fand sie als Strophe für satirische  Lieder und Schwänke Verwendung, zum Beispiel den Schwank vom Fuchsfang – "die Füchs will ich wol fangen", eine Frau setzt zwölf Mönche in einem Keller fest. Die erste Strophe:
Ich weiß mir einen freien Hof,

da sitzt ein reicher Baursman uff,

der het ein schöne Frawe;

das ward ein glatter Münch gewar,

er meint, er wolts beschawen.

## Geistliche Dichtung
Im 15. und 16. Jahrhundert wurde die Lindenschmidtstrophe nicht nur für weltliche Lieder genutzt; auch viele Kirchenlieder entstanden in dieser Zeit. Viele dieser Lieder waren Passionslieder, es gab aber auch zuversichtliche Lieder, zum Beispiel, später im 17. Jahrhundert, von Paul Gerhardt. Die erste Strophe eines seiner Lieder:
Ich weiß, mein Gott, dass all mein Tun

Und Werk in deinem Willen ruh’n,

Von dir kommt Glück und Segen;

Was du regierst, das geht und steht

Auf rechten, guten Wegen.

## Neuere Dichtung
Die Barock-Dichtung des 17. Jahrhunderts hat die Lindenschmidt-Strophe für weltliche Gedichte kaum noch verwendet. Eine Ausnahme ist die Lügengeschichte vom Schlaraffenland, deren zweite Strophe so lautet:
Die Gegend heißt Schlaraffenland,

Ist faulen Leuten wohl bekannt,

Liegt hinterm Zuckerberge;

Und willst du in das Land hinein,

Friss dich hindurch die Zwerche.
Auch im 18. und 19. Jahrhundert wurde der Fünfzeiler nur sehr vereinzelt verwendet; eines der wenigen Beispiele ist ein dreistrophiges Gedicht von August von Platen. Die erste Strophe:
Ihr Vögel in den Zweigen schwank,

Wie seid ihr froh und frisch und frank,

Und trillert Morgenchöre:

Ich fühle mich im Herzen krank,

Wenn ich́s von unten höre.
Bekannt wurde die Lindenschmidtstrophe allerdings durch das Studentenlied Es steht ein Wirtshaus an der Lahn, das es zu großer Bekanntheit brachte und aus dem sich die Wirtinnen-Verse entwickelten.